# Гальченко, Александр Владимирович
Александр Владимирович Гальченко (14 апреля 1932, Зетская бановина — 23 октября 2015) — советский и казахстанский строитель. Почётный гражданин Павлодара.

## Биография
Александр Гальченко родился 14 апреля 1932 года в Зетской бановине Королевства Югославия (сейчас территория Черногории). Его отец эмигрировал в Югославию после Гражданской войны через Керчь и Турцию.
В 1947 году стал гражданином СССР.
В течение четырёх лет учился в Болгарии на инженерно-строительном факультете Софийского государственного университета имени И. Сталина. После этого по собственной инициативе отправился в СССР, чтобы осваивать целинные и залежные земли. В 1957 году получил высшее образование, заочно окончив вуз в Новосибирске по специальности «инженер-строитель».
Прибыв в Павлодар, стал работать инженером-конструктором местного филиала Казахстанского проектного института. 
В 1960—1996 годах работал в управлении «Павлодарстрой», которое позже было переименовано в трест «Жилстрой», а затем в трест «Павлодаржилстрой». Большую часть времени трудился главным инженером треста, также занимал должности начальника производственно-технического отдела, главного технолога, управляющего.
Строительные и монтажные управления, работавшие под руководством Гальченко, сделали огромный вклад в строительство жилых домов, социальных и культурных объектов в Павлодаре. За этот период они сдали 850 тысяч квадратных метров жилья, возвели 16 школ, 50 детских садов, пять больниц, три кинотеатра, Дворец пионеров, Дворец культуры имени Естая, музыкальную школу, телевизионный центр, главпочтамт, дом быта, гостиница, крытый рынок, ввели в строй вторую очередь набережной.
Был депутатом Павлодарского городского Совета народных депутатов трёх созывов. В 1987 году стал председателем Павлодарской областной избирательной комиссии. Был председателем областного правления научно-технического общества строителей.
В 1996 году вышел на пенсию, после чего в течение десяти лет занимался преподавательской работой, будучи доцентом Павлодарского государственного университета имени С. Торайгырова.
Награждён орденом «Знак Почёта» (1986), медалями «За освоение целинных земель», «За доблестный труд» (1970), многими грамотами, в том числе Почётными грамотами ЦК КПСС, Совета Министров СССР, ЦК ВЛКСМ, ВЦСПС, Павлодарского областного Совета депутатов трудящихся. Почётный строитель Казахстана.
24 июня (по другим данным, 23 сентября) 1993 года постановлением президиума Павлодарского городского Совета народных депутатов удостоен звания почётного гражданина Павлодара.
Умер 23 октября 2015 года.

## Семья
Старший брат — Георгий Владимирович Гальченко (1929—2002), заслуженный архитектор Казахской ССР, главный архитектор Павлодара (1958—1965).

## Память
14 апреля 2021 года в Павлодаре на доме 79 по улице Торайгырова, где Александр Гальченко жил в 1965—2015 годах, установили посвящённую ему мемориальную доску. В церемонии участвовали вдова Зинаида Гальченко и внучка Анастасия Гальченко.